# کوی‌ویشتاسپ
کوی‌ویشتاسپ یکی از پادشاهان دوران کیانی بوده که در اوستا ۴ بار به آن اشاره شده است. پدر وی ائوروتسپ بود؛ کوی‌ویشتاسپ به هنگام ناامیدی زرتشت از مردمان وطنش او را حمایت کرده و به این خاطر با عنوان حامی دین زرتشت معروف است.

## کوی‌ویشتاسپ
پادشاه نیمه افسانه‌ای دوران کیانی است. فرزنده ائوروتسپ یا بنا به روایات شاهنامه فردوسی لهراسب. وی از نوادگان نئوتره بوده است. زادگاه و مقر حکومت کوی‌ویشتاسپ را نزدیک ری و بنابر برخی روایات دیگر در بلخ یا حتی سیستان می‌دانند.

## کوی‌ویشتاسپ کیانی یا هخامنشی
کوی‌ویشتاسپ پادشاه کیانیان که در اوستا ۴ بار نام او با عنوان کوی‌ویشتاسپ یاد می‌شود. این پادشاه اوستایی را باید بدون هیچ تردیدی از کوی‌ویشتاسپ پدر داریوش اول جدا بدانیم چرا که هیچ مدرک برای یکی دانستن این دو کوی‌ویشتاسپ که از لحاظ تلفظ یکی هستند در دست نیست و تفاوت بسیاری میان این دو است، چرا که یکی پارسی و دیگری کیانی است و پدر یکی آرشام و پدر دیگری ائوروتسپ است. از زندگی کوی ویشتاسپ هخامنشی اطلاعات زیادی در دسترس نیست.

## به سلطنت رسیدن ویشتاسب
بنا بر آنچه در شاهنامه آمده است پدر ویشتاسب، لهراسب دو فرزند به نام گشتاسب و زریر داشت اما دو نفر از نوادگان خیون‌ها مورد توجه او بودند و گشتاسب فکر می‌کرد ممکن است پدرش یکی از آن دو نفر را به عنوان جانشین خود انتخاب کند بنابراین روزی در جلسهٔ عمومی از پدرش خواست که او را به عنوان جانشین خود معرفی کند اما لهراسب از این تقاضا سرباز زد پس گشتاسب با سیصد سوار وفادار خود به هندوستان رفت. مدتی بعد لهراسب، زریر را با وعده جانشینی گشتاسب می‌فرستد تا گشتاسب را بازگرداند، پس از بازگشت گشتاب، لهراسب به وعده خود عمل نمی‌کند. گشتاسب دوباره به نشان اعتراض پدر خود را ترک کرده و اینبار به روم می‌رود و در آن جا با دختر قیصر روم، کتایون ازدواج می‌کند و قیصر روم را وامی‌دارد که از ایرانیان خراج بگیرد، لهراسب در می‌یابد که این درخواست از جانب پسر خودش است پس زریر را به روم می‌فرستد که گشتاسب را آگاه کند که به عنوان جانشین پدر انتخاب شده است و گشتاسب دوباره به ایران بازمی‌گردد و تاج و تخت را از پدرش می‌گیرد.

## جاماسب وزیر گشتاسب
جاماسب به سبب پیش گوی‌هایش و دانایی و خردمند بودنش نام‌آور است. جاماسب وزیر گشتاسب بوده. جاماسب از همراهان زریر برای بازگرداندن گشتاسب است و به هند رفت و پیشگویی کرد که بعدها گشتاسب پادشاه می‌شود. جاماسب یکی از کاهنانی بود که با زرتشت مناظره کرد و او کسی بود که ویشتاسب را در پذیرش زرتشت قانع کرد. در اوستا بارها به نیکی از جاماسب یاد می‌شود. زرتشت، جاماسب را به عنوان نخستین موبد، موبدان برگزیده و او را به عنوان جانشین خود معرفی کرده است و همچنین سرپرستی آتشکده ی خود در کاریان پارس موسوم به پشته ی گشتاسپان را به جاماسب می‌سپارد.

## گشتاسب، ارجاسب و اسفندیار
ارجاسب یکی از شاهان خیون‌ها بوده و در شاهنامه پادشاه ترکان است. او به بهانهٔ گرویدن گشتاسب به دین زرتشت و رها کردن آیین کهن به ایران می‌تازد. در اوستا بارها از این جنگ‌ها با عنوان جنگ‌های دینی ایرانیان و ترکان یاد شده است. نام ارجاسب در اوستا ارجت اسپه آمده که به معنای دارندهٔ اسب ارجمند است. در جنگ اول گشتاسب از لشکر ارجاسب شکست می‌خورد و در این جنگ برادر خودش زریر کشته می‌شود اما سپس اسفندیار پسر گشتاسب، ارجاسب را شکست داده. ارجاسب را نقص عضو می‌کنند و سپس آزاد می‌شود اما در شاهنامه آمده که او فرار می‌کند. مدتی بعد گشتاسب با بدگویی‌های گرزم به اسفندیار بدگمان می‌شود او را اسیر کرده و در دژ گنبدان زندانی می‌کنند. ارجاسب چون دید اوضاع سلطنت گشتاسب آشفته است دوباره به ایران لشگرکشی می‌کند و این بار لهراسب را کشته و دختران گشتاسب را اسیر می‌کند. گشتاسب به کوهی پناه می‌برد و وزیر خود جاماسب را برای آزاد کردن اسفندیار می‌فرستد. اسفندیار پس از رهای از زندان با گذشتن از هفت خوان و شکست ارجاسب و آزاد کردن خواهرانش از گشتاسب می‌خواهد که سلطنت را به او واگذار کند اما گشتاسب که نمی‌خواهد از سلطنت دست بکشد با شنیدن پیش گویی جاماسب مبنی بر این که اسفندیار در جنگ با رستم کشته می‌شود شرط واگذاری تاج و تخت سلطنت به او را اسیر کردن رستم می‌گذارد.

## زرتشت و کوی‌ویشتاسپ
زرتشت پس از این که مجبور به ترک وطن خود شد، پس از مدتی سرگردانی به سوی شرق و به سمت کشوری رفت که ویشتاسپ فرمانروای آن بود. جاماسب و هوتس، وزیر و همسر ویشتاسب پس از مدتی شیفتهٔ اصول اخلاقی زرتشت شدند و در برابر ویشتاسب جانب زرتشت را می‌گیرند تا سرانجام پس از آن که زرتشت توانست شرط ویشتاسب را برای پذیرش آیینش که همان مناظره با کاهنان بود به انجام رساند ویشتاسپ به دین زرتشت گروید. ویشتاسپ حامی و پشتیبان جدی دین زرتشت شد. کوی‌ویشتاسپ، حامی زرتشت، یک شخصیت با هیبت، پدر و بزرگ طایف‌های متعددی بوده است. این زرتشت است که عنوان کوی را به اول اسم ویشتاسب اضافه می‌کند که نشان دهندهٔ این است که ویشتاسب به آیین یکتاپرستی گرویده است.

## فرزندان کوی‌ویشتاسپ
فرزندان کوی‌ویشتاسپ اوستایی، سپنتودات یا بنا بر روایات شاهنامهٔ فردوسی اسفندیار، و پشوتن هستند و دخترانش هومایا و واریذکنا که در شاهنامه به آفرید نامیده شده است.

## کوی‌ویشتاسپ در اوستا و شاهنامه
شخصیت کوی‌ویشتاسپ در اوستا و متون پهلوی تفاوت بسیاری با شخصیت گشتاسپ در شاهنامه دارد. نام کوی‌ویشتاسپ بیش از سایر پادشاهان کیانی در قسمت‌های گوناگون اوستا آمده است. نام او به معنی دارندهٔ اسب رمنده یا اسب گشوده است. وی پادشاهی فرهمند، لغزش ناپذیر و نیرومند بوده که به سبب پشتیبانی از آیین زرتشت بازو و پناه دین خوانده شده است و همسر ویشتاسب اوستایی، هوتس از نژاد نوزریان است. در گات‌ها دربارهٔ او آمده که «زرتشت از درگاه اهورامزدا می‌خواهد که توفیق کامروایی و رسیدن به آرزوها را به کوی‌ویشتاسپ ارزانی دارد و برای خود نیز توفیق رواج بخشیدن به دین مزدا را می‌طلبد.» اما گشتاسپ شاهنامه، پادشاهی ترسو، بی‌تدبیر و دهن بین است و همسر گشتاسپ شاهنامه کتایون دختر قیصر روم است.